# Coenraad Wolter Ellents Kymmell (1795-1878)
Coenraad Wolter Ellents Kymmell (Roden, 30 november 1795 - aldaar, 17 oktober 1878) was een Nederlandse burgemeester van de Drentse plaats Roden.

## Leven en werk
Kymmell was een zoon van de burgemeester van Roden Jan Wilmsonn Kymmell en Alida Gezina Willinge. Hij werd geboren in de havezate Mensinge in Roden. Na zijn studie rechten promoveerde hij in 1820 aan de universiteit van Groningen. Hij was al in 1819, voordat hij zijn studie rechten had afgerond, benoemd tot secretaris van Roden, de plaats waar zijn vader burgemeester was. Vier jaar later in 1823 zou hij zijn overleden vader opvolgen als burgemeester van deze plaats. Hij vervulde deze functie meer dan vijftig jaar tot 1874. Tevens was hij van 1843 tot het jaar van zijn overlijden 1878 lid van Provinciale Staten van Drenthe.
Kymmel bleef ongehuwd; samen met zijn ongehuwde broer Berend bewoonde hij de havezate Mensinge. Na zijn dood erfden zijn beide neven Jan Wilmsonn en Pieter Dirk Kymmell, zonen van zijn broer Jan, de havezate.
Kymmel was Ridder in de Orde van de Nederlandse Leeuw.
- International Standard Name Identifier: 0000 0003 9408 7962
- Nederlandse Thesaurus van Auteursnamen: 072425741
- Virtual International Authority File: 288491947
- WorldCat: E39PBJrgFVFQd8Jf6dVr6q3JDq